# Kids on the Slope
Kids on the Slope (坂道のアポロン, Sakamichi no Apollon, "Apollon sur la pente") est un manga de Yuki Kodama. Il a été prépublié entre 2007 et 2012 dans le magazine Monthly Flowers de l'éditeur Shōgakukan, et a été compilé en un total de neuf volumes. La version française est éditée en intégralité par Kazé.
Une adaptation en série télévisée d'animation produite par les studios MAPPA et Tezuka Productions a été diffusée entre avril et juin 2012 sur la chaîne Fuji TV. Le réalisateur Shin'ichirō Watanabe et la compositrice Yōko Kanno y sont de nouveau réunis après leur collaboration sur Cowboy Bebop. En France, la série est licenciée par Dybex, qui diffuse la série en streaming sur Dailymotion et édite les coffrets DVD/Blu-ray.

## Synopsis
Début de l'été 1966. À cause du travail de son père, Kaoru Nishimi, élève de première année de lycée, déménage de Yokosuka pour aller vivre chez des parents de Kyushu. Jusqu'alors, Kaoru avait tendance à se couper des autres, mais en arrivant au lycée Higashi, sa rencontre avec son camarade de classe Sentarou Kawabuchi, voyou notoire, le transforme. Sous ses airs de brute, ce dernier lui fait découvrir les joies du jazz, surtout quand il est joué avec un ami.

## Personnages
Kaoru Nishimi (西見薫, Nishimi Kaoru)
Voix japonaise : Ryōhei Kimura, voix française : Michaël Maïnö
Kaoru est un jeune adolescent en première année de lycée. Il déménage durant l'été de Yokosuka à la maison de son oncle à Kyushu. Son père étant marin, il a passé son enfance à déménager. Bon élève, timide et introverti, il se transforme au contact de Ritsuko et Sentarō. Pianiste de talent, Kaoru a d'abord été bercé par le classique avant de se mettre au jazz. Il est amoureux de Ritsuko.
Sentarō Kawabuchi (川渕 千太郎, Kawabuchi Sentarō)
Voix japonaise : Yoshimasa Hosoya, voix française : Pascal Gimenez ; Sandra Vandroux (Jeune)
Sentarō est plutôt sauvage, voire violent. Il joue de la batterie. Il est né au Japon, il est catholique et très pratiquant. Kaoru le verra même un jour au travers d'un carreau de l'église en train de prier aux côtés de Ritsuko. Il est l'ami d'enfance de cette dernière. Sentaro ne remarque pas que son amie entretient des sentiments a son égard. Il vient souvent au magasin de Jazz du père de Ritsuko, Tsutomu Mukae, pour jouer de la batterie au sous sol. C'est un grand fan de Jazz et il donnera le goût de cette musique a Kaoru. Junichi est un ami d'enfance et il le considère comme un modèle et un grand frère. Il joue du Jazz avec lui et Tsutomu. Et plus tard avec Kaoru. Sentaro considéra Kaoru comme son meilleur ami plus tard dans l'animé. Finalement, on découvre à la fin de l'animé que Sentaro est devenu un homme d'église mais qu'il n'a pas perdu son côté "grand enfant" quand il retrouvera Kaoru, venu le visiter des années plus tard. Ils s'autoriseront même un morceau de Jazz dans l'enceinte de l'église, là où Sentaro conservait une batterie.
Ritsuko Mukae (迎 律子, Mukae Ristuko)
Voix japonaise : Yuuka Nanri, voix française : Amandine Longeac ; Justine Hostekint (Jeune)
Ritsuko est la sérieuse déléguée de classe. Amie d'enfance de Sentarō, elle en est secrètement amoureuse, même si ce dernier ne remarque rien. Elle est la fille du gérant du magasin de disque ou les garçons répètent.
Yurika Fukahori (深堀百合香, Fukahori Yurika)
Voix japonaise : Aya Endō, voix française : Sandra Vandroux
Jeune fille de bonne famille qui ne laisse pas Sentarō indifférent, elle est amoureuse de Junichi.
Junichi Katsuragi (桂木淳一, Katsuragi Junichi)
Voix japonaise : Junichi Suwabe, voix française : Julien Dutel
Trompettiste de talent, il part à Tokyo pour ses études mais s'embarque dans un mouvement politique étudiant qui va changer sa vie.
Seiji Matsuoka (松岡星児, Matsuoka Seiji)
Voix japonaise : Nobuhiko Okamoto, voix française : Justine Hostekint
Lycéen fondateur d'un club de rock.
Tsutomu Mukae (迎 勉, Mukae Tsutomu)
Voix japonaise : Zenki Kitajima, voix française : Jean-Marc Galéra
Père de Ritsuko, propriétaire du magasin et contrebassiste à ses heures perdues.

## Réception
En 2012, le manga a remporté le 57e prix Shōgakukan dans la catégorie générale.

## Manga
La série a été prépubliée dans le magazine Monthly Flowers entre 2007 et 2012. Le premier volume relié est sorti le 25 avril 2008 et le neuvième le 26 avril 2012. Une série dérivée a également été publiée et compilé en un volume nommé Bonus Track sorti le 9 novembre 2012 en version simple et bonus contenant un CD,. Un fanbook officiel est également sorti à cette même date. La version française est éditée par Kazé.

### Liste des volumes
| no | Japonais         | Japonais          | Français          | Français          |
| no | Date de sortie   | ISBN              | Date de sortie    | ISBN              |
| -- | ---------------- | ----------------- | ----------------- | ----------------- |
| 1  | 25 avril 2008    | 978-4-09-131670-7 | 2 mai 2013        | 978-2-82030-674-6 |
| 2  | 10 octobre 2008  | 978-4-09-132174-9 | 5 juin 2013       | 978-2-82030-675-3 |
| 3  | 10 mars 2009     | 978-4-09-132268-5 | 21 août 2013      | 978-2-82030-739-2 |
| 4  | 10 août 2009     | 978-4-09-132626-3 | 9 octobre 2013    | 978-2-82030-774-3 |
| 5  | 8 janvier 2010   | 978-4-09-133019-2 | 18 décembre 2013  | 978-2-82031-557-1 |
| 6  | 10 juin 2010     | 978-4-09-133198-4 | 5 mars 2014       | 978-2-82031-587-8 |
| 7  | 10 février 2011  | 978-4-09-133650-7 | 28 mai 2014       | 978-2-82031-601-1 |
| 8  | 10 novembre 2011 | 978-4-09-134115-0 | 17 septembre 2014 | 978-2-82031-775-9 |
| 9  | 26 avril 2012    | 978-4-09-134465-6 | 19 novembre 2014  | 978-2-82031-902-9 |

## Anime
L'adaptation en série télévisée d'animation a été annoncée en décembre 2011. Elle est réalisée par Shin'ichirō Watanabe, la bande originale est composée par Yoko Kanno et Nobuteru Yuki assure le design des personnages. Elle a été diffusée dans la case horaire noitaminA de la chaîne Fuji TV du 12 avril au 28 juin 2012,. En France, la série est diffusée par Dybex en streaming sur Dailymotion ainsi que sur la chaîne Nolife,, et une édition DVD et Blu-ray est également commercialisée. La série est également diffusée sur J-One à partir de mars 2015

### Liste des épisodes
Chaque épisode de Kids on the Slope est nommé d'après un morceau de jazz.
| No | Titre français              | Titre japonais                          | Titre japonais               | Date de 1re diffusion |
| No | Titre français              | Kanji                                   | Rōmaji                       | Date de 1re diffusion |
| -- | --------------------------- | --------------------------------------- | ---------------------------- | --------------------- |
| 01 | Moanin'                     | モーニン                                | Mōnin                        | 12 avril 2012         |
| 02 | Summertime                  | サマータイム                            | Samātaimu                    | 19 avril 2012         |
| 03 | Someday My Prince Will Come | いつか王子様が                          | Itsuka ōji-sama ga           | 26 avril 2012         |
| 04 | But not for me              | バット・ノット・フォー・ミー            | Batto notto fō mī            | 3 mai 2012            |
| 05 | Lullaby of Birdland         | バードランドの子守唄                    | Bādorando no komori-uta      | 10 mai 2012           |
| 06 | You Don't Know What Love Is | ユー･ドント・ノウ・ホワット・ラブ・イズ | Yū donto Nō howatto rabu Izu | 17 mai 2012           |
| 07 | Now's The Time              | ナウズ・ザ・タイム                      | Nauzu za taimu               | 24 mai 2012           |
| 08 | These Foolish Things        | ジーズ・フーリッシュ・シングス          | Jīzu Fūrisshu Shingusu       | 31 mai 2012           |
| 09 | Love Me or Leave Me         | ラブ・ミー・オア・リーブ・ミー          | Rabu Mī oa Rību Mī           | 7 juin 2012           |
| 10 | In A Sentimental Mood       | イン・ア・センチメンタル・ムード        | In a senchimentaru mūdo      | 14 juin 2012          |
| 11 | Left Alone                  | レフト・アローン                        | Refuto arōn                  | 21 juin 2012          |
| 12 | All Blues                   | オール・ブルース                        | Ôru buruusu                  | 28 juin 2012          |